# Giacomo Cavedoni
Giacomo Cavedoni (Sassuolo, 1577 — Módena, 1660) foi um pintor italiano. Foi discípulo de Ludovico Carracci e de Guido Reni. A sua obra segundo os críticos de arte espanta pela plasticidade e vivacidade das suas cores nas telas: Adoração dos pastores (Museu do Prado, Madrid), A aparição da Virgem (Pinacoteca de Bolonha) e o Milagre da ceia (S. Salvador de Bolonha)